# Seongnam
Seongnam (kor. 성남시, hancha: 城南市) – miasto w Korei Południowej w prowincji Gyeonggi, liczące 914 832 mieszkańców (2024).

## Współpraca
- Brazylia: Piracicaba
- Chińska Republika Ludowa: Shenyang
- Stany Zjednoczone: Aurora
- Uzbekistan: Namangan